# Rött honungsbi
Rött honungsbi (Apis koschevnikovi) är en art i insektsordningen steklar som tillhör familjen långtungebin, och en nära släkting till östasiatiskt bi och det vanliga honungsbiet. 

## Utseende
Arten påminner om det östasiatiska biet, men är längre, mer som det vanliga honungsbiet. och de svarta ränderna hos de båda föregående arterna går mer i rött.

## Vanor
Arten är social precis som det vanliga honungsbiet, det vill säga den lever i kolonier som är indelade i tre kaster, drottningar (som lägger ägg), hanar, även kallade drönare (könsdjur som befruktar drottningarna) och arbetare (parningsodugliga honor, som utför det vardagliga arbetet i bikolonin).
Arten har samma vanor som det östasiatiska biet, och bygger sitt bo i ihåliga stammar, trädhål och klippskrevor. Liksom hos honungsbiet och det östasiatiska biet har bona flera parallella vaxkakor. Till skillnad från dessa hålls inte det röda honungsbiet som tamdjur, utan utnyttjas endast för honungsjakt.

## Utbredning
Det röda honungsbiet är en sydöstasiatisk art som finns på Borneo, Malaysia, Java och Sumatra.